# Balkanhästskonäsa
Balkanhästskonäsa, tidigare även Blasius hästskonäsa (Rhinolophus blasii) är en fladdermusart i familjen hästskonäsor. 

## Beskrivning
Balkanhästskonäsa har en kroppslängd mellan 4,5 och 5,5 cm och vikt mellan 10 och 20 g. Pälsen har allmänt en ljusbrun färg men gråa, violetta eller krämfärgade nyanser kan förekomma. Artens tandformel är I 1/2, C 1/1, P 2/3, M 3/3. De övre hörntänderna är korta och robusta.

### Näsbihang
Som alla hästskonäsor har den hudutskott kring näsöppningarna. Arten är mycket lik mellanhästskonäsan, och det är nästan bara med dessa bihang som de båda arterna med svårighet går att skilja. Sedda framifrån har det mellersta av dessa utskott, sadeln, en "midja" på mitten, och det översta utskottet, lancetten, har konkava sidor. I båda fallen har mellanhästskonäsan raka sidor.

## Vanor
Den föredrar skog och buskage men kan också gå upp i bergen (1 200 m i Afrika, 2 200 m på Arabiska Halvön) samt in i ökenområden. Dagvistet förläggs till underjordiska håligheter som grottor och övergivna gruvor, dit också vinterdvalan kan förläggas. I norra delen av utbredningsområdet kan dagvistet även förläggas till höga byggnader som vindsutrymmen.
Vanligen vilar en liten grupp med tre eller fyra medlemmar tillsammans. Innan honor får sina ungar bildar de större kolonier med cirka 200 exemplar som är skilda från hanarna. Balkanhästskonäsa jagar främst fjärilar från familjerna ädelspinnare, nattflyn och mätare. Den fångar sina byten i flyget eller den plockar födan från grunden eller från växtligheten. För att hitta födan används ekolokaliseringen och varje rop varar i 40 till 50 millisekunder med frekvens som ligger mellan 93 och 98 kHz.

## Utbredning
Kring Medelhavsregionen finns den från Rumänien (fläckvis) och Balkan, längs Turkiets kust, Syrien, Israel, Palestina, Jordanien, fläckvis på Arabiska halvön, i Nordafrika, vidare från Iran, över Afghanistan till Pakistan samt fläckvis i mellersta och södra Afrika från Eritrea, Etiopien över Sudan till Sydafrika.

## Status
Balkanhästskonäsa är sällsynt, men globalt livskraftig ("LC"). Den minskar dock, och finns med på EU:s habitatdirektiv, bilaga 2 och 4. Den är lokalt utdöd i Italien, och misstänks vara det även i Slovenien.